# Del amor y otros demonios (película)
Del amor y otros demonios (en inglés Of Love and Other Demons) es una película de 2009, coproducida por Costa Rica y Colombia, producida por CMO Producciones y dirigida por Hilda Hidalgo. 
La película fue seleccionada como la entrada de Costa Rica para la Mejor Película Extranjera en la edición 83 de los Premios Óscar, pero no ingresó en la lista final de nominados.
Se basa en la irreverente novela homónima escrita por Gabriel García Márquez en 1994. Al igual que en la obra literaria, la película tiene lugar íntegramente en Cartagena de Indias, Colombia.

## Sinopsis
La historia se desarrolla en algún momento del período colonial en Colombia, en una época de extrema intolerancia religiosa (gracias a la Santa  Inquisición) y la esclavitud. 
En ese oscuro escenario, una joven de la aristocracia española de 13 años llamada Sierva María (Eliza Triana) quiere saber a qué saben los besos. Es hija de acaudalados marqueses pero fue criada por esclavos africanos que fueron llevados a Cartagena de Indias.
Cuando un perro rabioso la muerde, el obispo (Jordi Dauder) la cree endemoniada y le ordena a Cayetano Delaura (Pablo Derqui), su discípulo eclesiástico, que la encierre en el convento y la exorcice. El vicario y la niña serán seducidos por un demonio más poderoso que la fe y la razón, que los hace mantener una relación amorosa a escondidas de todos, la cual culmina en un desenlace trágico.

## Reparto
- Pablo Derqui - Cayetano Delaura
- Eliza Triana  - Sierva María de Todos Los Ángeles
- Jordi Dauder - Obispo
- Joaquín Climent - Marqués
- Margarita Rosa de Francisco - Bernarda
- Damián Alcázar - Abrenuncio
- Alina Lozano - Abadesa
- Martha Lucía Leal - Sor Águeda
- Carlota Llano - Martina
- Linette Hernández - Caridad